# Wagner Károly (erdőmérnök)

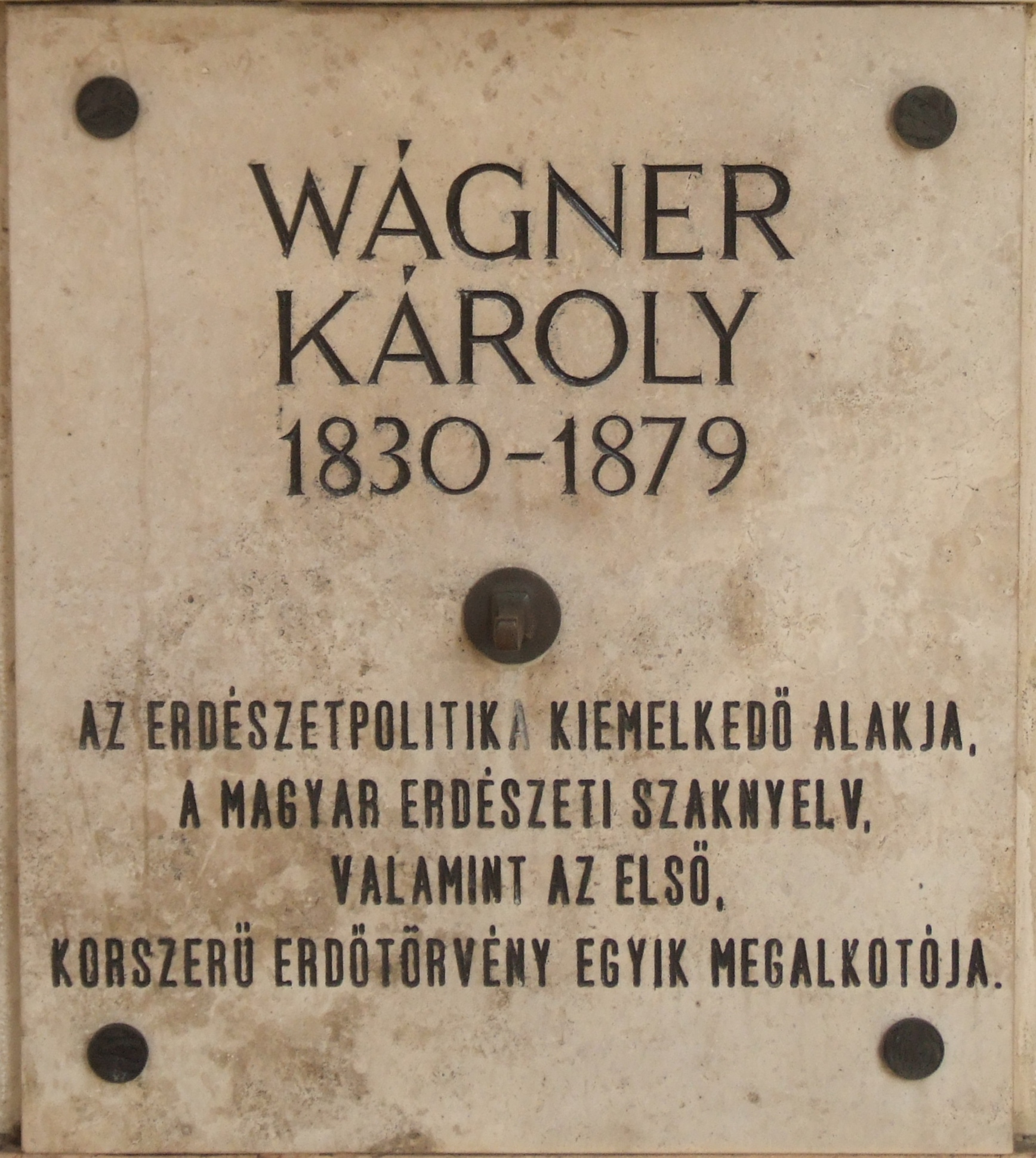
Wágner Károly emléktáblája (Wagner Károly mellszobor részlete), Budapest V. kerület, Kossuth Lajos tér 11. Készült 2011.

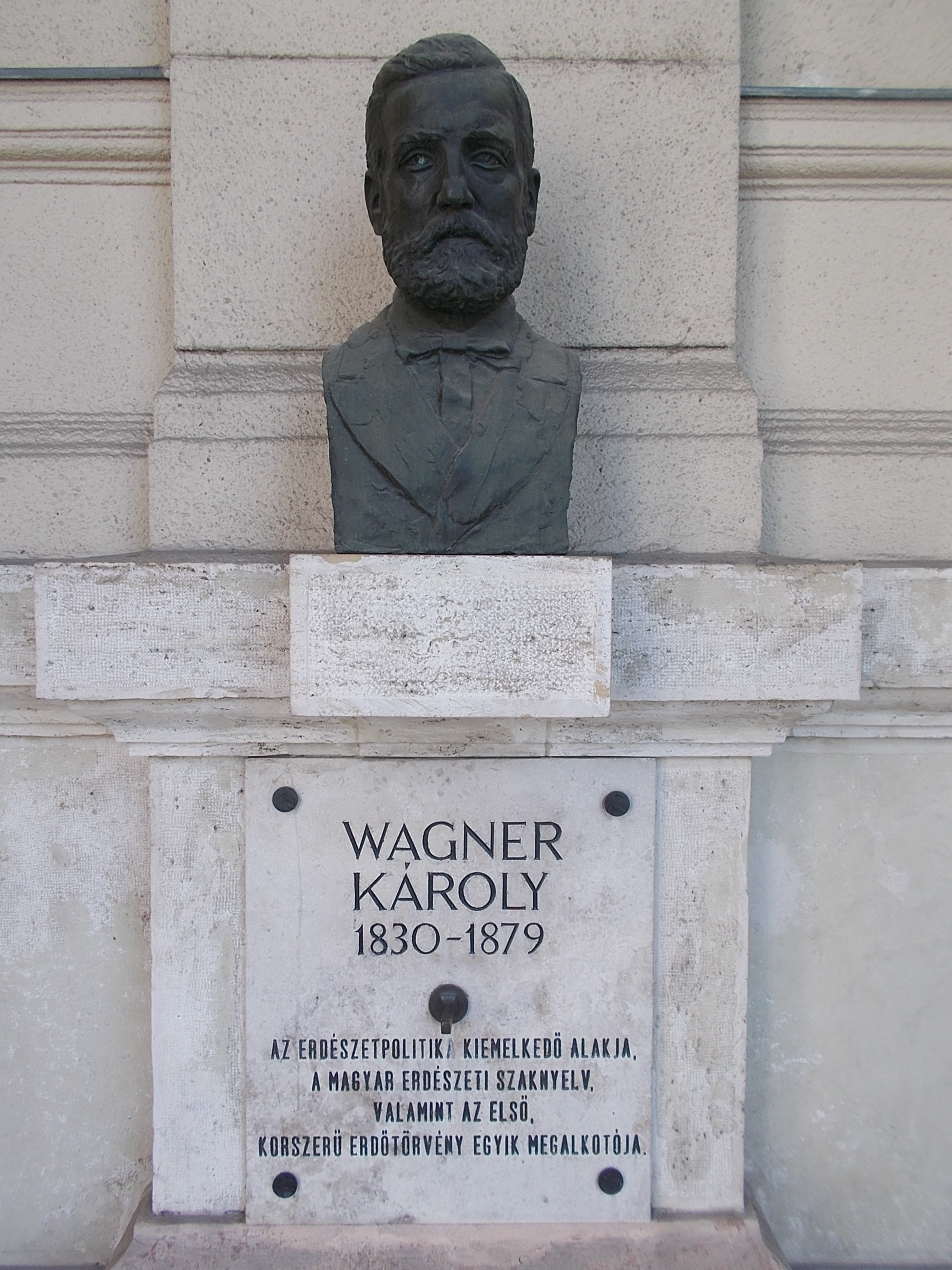
Wagner Károly mellszobra és emléktáblája (Lantos Györgyi, 1979] - Kossuth Lajos tér 11, déli árkád keleti oldal

Wagner Károly (Aknasugatag, Máramaros vármegye, 1830. október 8. – Budapest, 1879. december 21.) erdőmérnök, főerdőtanácsos, lapszerkesztő, minisztériumi osztályfőnök.

## Élete
Középiskoláit Szatmáron, a bányászati tanfolyamot 1850. októberben a selmecbányai akadémián végezte és az erdészeti pályára lépett. 1859-ben ugyanitt lett segédtanár, 1864-ben pedig Nagybányára helyezték át. Két év múlva Keszthelyre került, ahol a gazdasági tanintézet erdészeti oktatója volt, 1867-ben Selmecbányán tanított, illetve volt erdőtanácsos. 1871-ben a Pénzügyminisztériumba került az erdészeti osztályra, ahol egy év múlva első osztályú főerdőtanácsossá lépett elő, és amelyet egészen 1879-es haláláig ő vezetett. 1862-ben indította meg Divald Adolffal az Erdészeti Lapokat, 1866-tól pedig az Országos Erdészeti Egylet alelnökeként működött. Divalddal, és Bedő Alberttel közösen készítette elő az 1877. évben elfogadott erdőtörvényt.

## Fő művei
- Segédtáblák erdészek és erdőbirtokosok számára… (Divald Adolffal, Selmecz, 1864);
- Magyar-német és német-magyar erdészeti műszótár (Divald Adolffal, Pest, 1868);
- A Lo-Presti pálya, mint erdei szállítási eszköz (Pest, 1871).